# Josef Scheiner (Politiker)

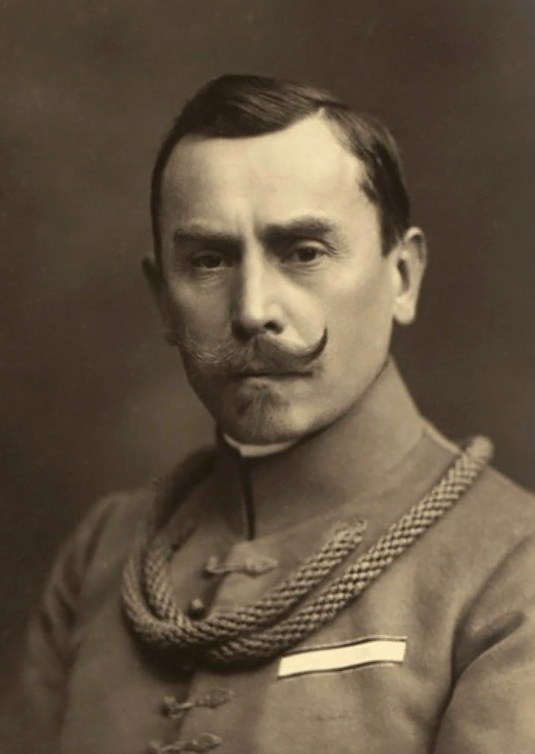
Josef Scheiner (1920)

Josef Eugen Scheiner (* 21. September 1861 in Benešov (Beneschau); † 11. Januar 1932 in Prag) war ein böhmisch-österreichischer Jurist,  tschechoslowakischer Journalist und Politiker und wurde vor allem als eine der bedeutendsten Persönlichkeiten der tschechischen Turnbewegung Sokol bekannt. Von der Gründung der Tschechoslowakei 1918 bis 1920 gehörte er als Vertreter der Nationaldemokraten der Revolutionären Nationalversammlung an.
Seit seiner Jugend engagierte er sich beim Sokol, wurde Obmann des Tschechischen Sokolverbandes und Redakteur der Vereinszeitschrift Sokol. Im Sinne seiner panslawistischen Überzeugung setzte er sich für die Vereinigung aller slawischen Sokolvereine ein, gründete im Jahr 1908 den Slawischen Sokolverband und wurde zu dessen Obmann gewählt. Im Ersten Weltkrieg engagierte er sich im antihabsburgischen Widerstand. Mit seinen Sokol-Einheiten unterstützte er den Tschechoslowakischen Nationalausschuss beim Umsturz am 28. Oktober 1918. Nach dem Kriegsende beteiligte er sich am Aufbau der tschechoslowakischen Armee und hatte kurze Zeit das Amt des Generalinspekteurs der Streitkräfte inne. Während der Ersten Republik wurde er für seinen Beitrag zur tschechoslowakischen Unabhängigkeit und zur Entwicklung von Sokol als Massenorganisation sehr geschätzt.

## Leben
Josef Eugen Scheiner ist am 21. September 1861 im mittelböhmischen Beneschau als Sohn eines Rechtsanwalts geboren. Er studierte Jura an der Prager Karls-Universität, erlangte 1889 den Titel Doktor der Rechte und gründete drei Jahre später eine eigene Anwaltskanzlei.

### Im Sokolverband
Als 18-Jähriger trat er in den Prager Sokol ein, wo er sich von Beginn an mit einem großen Engagement einbrachte und engster Mitarbeiter des Sokol-Mitbegründers Miroslav Tyrš wurde. Nach dessen tragischem Tod im Jahr 1884 übernahm er viele Aufgaben in der Prager Sokol-Gemeinde, wurde 1887 zum Redakteur der Vereinszeitschrift Sokol und später zum Obmann des Prager Sokols berufen. Im Jahr 1889 initiierte er die Gründung des Tschechischen Sokolverbandes (Česká obec sokolská, ČOS), in dem alle bestehenden tschechischen Sokolvereine vereint wurden, 1906 wurde er zu dessen Obmann gewählt. In dieser Funktion blieb er bis zu seinem Lebensende.
Als Journalist schrieb er über die Geschichte der Sokol-Bewegung, über die Leibeserziehung und speziell auch über die Leibeserziehung im antiken Griechenland. Er vertrat das geistige Erbe seines Lehrers und großen Vorbildes Miroslav Tyrš und gab dessen Biografie und eine Sammlung von dessen Schriften heraus. Er knüpfte auch Kontakte zu ausländischen Turnvereinigungen und organisierte z. B. 1888 eine Besuchsreise seines Verbandes nach Paris.
Josef Scheiner war ein starker Vertreter des Panslawismus. Er sah in der Sokol-Bewegung einen wichtigen Beitrag zur Einheit slawischer Völker in Europa. In diesem Sinne setzte er sich für die Vereinigung aller slawischen Sokolvereine ein; das gelang ihm 1908 mit der Gründung des Slawischen Sokolverbandes (Svaz slovanského sokolstva). Scheiner wurde zu dessen Obmann gewählt.
Zusammen mit Karel Kramář, dem späteren Premierminister der Tschechoslowakei, wirkte Josef Scheiner an der Organisation des Slawenkongresses 1908 in Prag, der Sokolfeste (Všesokolský slet) 1909 in Petersburg, 1910 in Sofia und des ersten allslawischen Sokolfestes (nach Gründung des Slawischen Sokolverbandes) im Jahr 1912 in Prag mit.

### Im antihabsburgischen Widerstand
Josef Scheiner spielte auch im politischen Leben seiner Heimat eine bedeutende Rolle. Ende des 19. Jahrhunderts trat er der Freisinnigen Nationalpartei bei und war ab 1889 Abgeordneter im Böhmischen Landtag sowie ein Jahr später im österreichischen Reichsrat. Seit Beginn des Ersten Weltkrieges engagierte er sich im antihabsburgischen Widerstand, war Mitglied in der Untergrundorganisation Maffie und pflegte Kontakte zu tschechischen Organisationen im Ausland, besonders auch zu Tomáš Garrigue Masaryk, dem führenden Kopf des tschechischen Auslandswiderstandes und späteren Präsidenten. Masaryks Tätigkeit im Exil unterstützte er mit Hilfe des Tschechischen Sokolverbandes auch finanziell.
Wegen seiner antiösterreichischen Aktivitäten wurde Scheiner im Mai 1915 verhaftet, des Hochverrats angeklagt, mangels Beweisen aber nach zwei Monaten wieder freigelassen. Der Tschechische Sokolverband stand schon vor dem Krieg unter besonderer Beobachtung österreichischer Behörden. Wegen seiner stark antiösterreichischen Ideologie und der militärisch anmutenden Ausbildung sahen sie in dem Verband eine Gefahr für den Staat. Im November 1915 lösten die Behörden den Verband auf und Scheiner blieb weiter unter Beobachtung.
Im Juli 1918 trat Josef Scheiner dem neu gegründeten Tschechoslowakischen Nationalausschuss bei und beteiligte sich an den Vorbereitungen zur Machtübernahme nach der erwarteten Kapitulation der österreichisch-ungarischen Monarchie.
Am 28. Oktober 1918, dem Tag des Umsturzes, unterstützte er mit seinen Sokol-Einheiten den Nationalausschuss bei der Übernahme österreichischer Ämter und insbesondere bei der Besetzung des Prager k. u. k. Militärhauptquartiers. Zusammen mit František Soukup verhandelte er mit den Stadtkommandanten Major Eduard Zanantoni und General Paul Kestřanek und überzeugte sie, dass die Garnison den Machtwechsel ohne Widerstand zu akzeptieren habe. Die Sokol-Einheiten spielten während des Umsturzes eine entscheidende Rolle. Die sogenannten Nationalwachen (Národní stráže) sorgten für die Aufrechterhaltung der öffentlichen Ordnung und stellten sich gegen Ausschreitungen und Plünderungen. Unter Scheiners Führung trug Sokol dazu bei, dass sich der Machtwechsel vollkommen unblutig vollzog.
Scheiner erhielt am 28. Oktober 1918 eine Nachricht von Vlastimil Tusar aus Wien, dass Max von Coudenhove, der Statthalter von Böhmen, vorzeitig nach Prag zurückkehren werde, um den Zusammenhalt der Monarchie zu retten. Graf Coudenhove wurde nach seiner Rückkehr am Prager Bahnhof von einer Sokolabteilung empfangen und gemeinsam mit seiner Frau unter Hausarrest gestellt. Dadurch war es ihm unmöglich, einen militärischen Widerstand zu organisieren.

### In der Tschechoslowakischen Republik

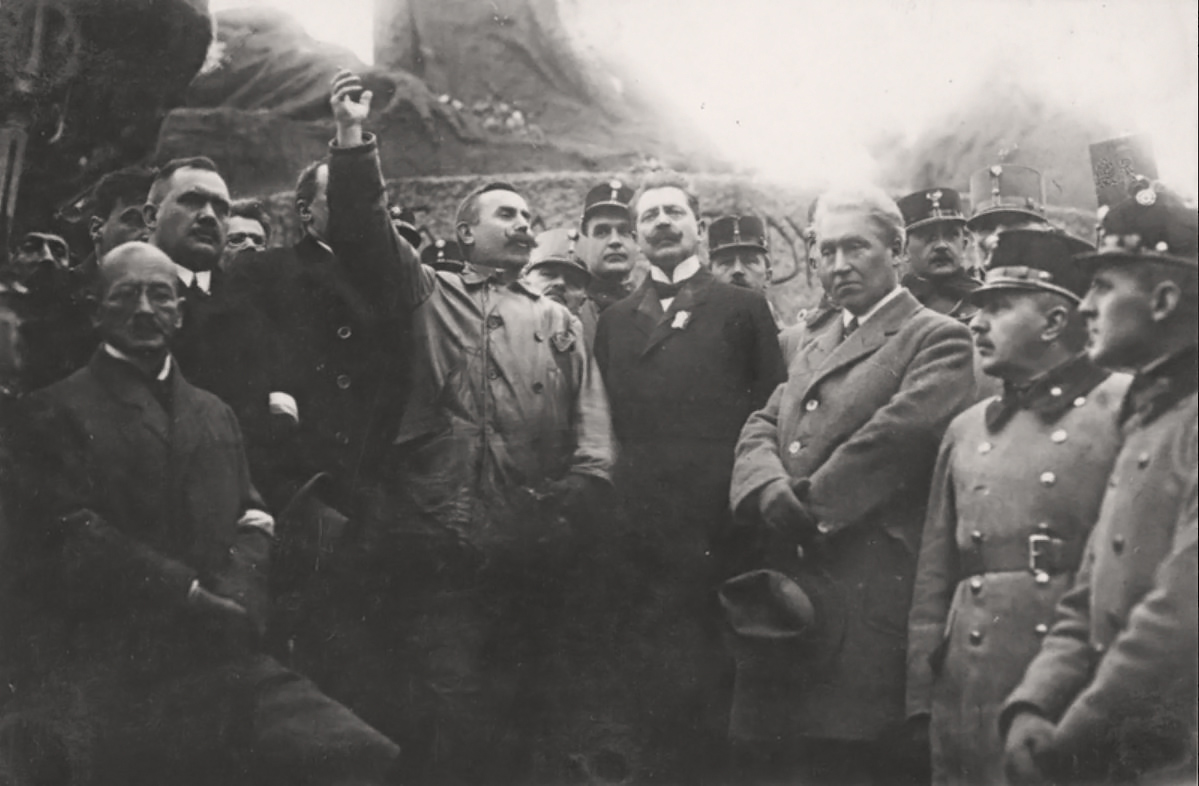
Josef Scheiner spricht zu tschechoslowakischen Soldaten, Prag, 8. November 1918

Unmittelbar nach der Machtübernahme beteiligte sich Scheiner am Aufbau der tschechoslowakischen Armee und nahm am 8. November 1918, dem Jahrestag der Schlacht am Weißen Berg, am Altstädter Ring den ersten feierlichen Eid tschechoslowakischer Soldaten ab. Von Dezember 1918 bis Juni 1919 bekleidete er das Amt des Generalinspekteurs der Streitkräfte. Er verließ dieses Amt auf eigenen Wunsch, um sich ganz der Führung des Sokolverbandes zu widmen. In den Jahren 1918 bis 1920 war er für die Nationaldemokratische Partei Abgeordneter der Revolutionären Nationalversammlung.
Sokol entwickelte sich nach dem Krieg unter Scheiners Leitung zu einer Massenorganisation mit über 750.000 Mitgliedern. Scheiner knüpfte wieder Kontakte zu ausländischen Turnvereinen und gründete 1925 den Slawischen Sokolverband neu. Besondere Zusammenarbeit gab es mit dem Jugoslawischen Sokol und dem russischen Sokol in Emigration.
Seit dem Ende der 1920er-Jahre hatte Scheiner zunehmend gesundheitliche Probleme und starb am 11. Januar 1932, ca. vier Monate nach seinem 70. Geburtstag. Seine feierliche Beisetzung fand unter starker Anteilnahme der Öffentlichkeit statt. Anwesend waren auch Staatspräsident Masaryk, viele hochrangige Vertreter aus Regierung, Armee und Sokolverband sowie zahlreiche ausländische Gäste.

## Werke
Josef Scheiner war ein begabter Redner und Journalist. Er veröffentlichte viele Artikel in der Vereinszeitschrift Sokol, deren Herausgeber er seit 1887 war, und widmete sich dem Thema Sokol-Bewegung und Leibeserziehung auch in Beiträgen für andere Zeitschriften, z. B. für Národní listy. Als er noch seine Anwaltskanzlei führte, gab er in den Jahren 1906 und 1907 eine Sammlung der Entscheidungen des Obersten Gerichtshofes heraus. Für Ottos Konversationslexikon beschrieb er einige Sportarten und Turnübungen.
Er war auch ein großer Liebhaber des Puppentheaters. In den Jahren 1895 bis 1907 spielte er in seinem Arbeitszimmer für Kinder und Gäste. Die Puppen fertigten seine Mutter und seine Frau, die Kulissen malte sein Bruder, der Maler Artuš Scheiner. Die Theaterstücke schrieb er selber, manchmal bearbeitete er ältere Werke, z. B. von Václav Kliment Klicpera oder von William Shakespeare. Noch im Winter 1931, kurz vor seinem Tod, schrieb er das Puppenspiel Zwei Brüder. Es wurde nach seinem Tod mit großem Erfolg bei Sokol-Feierlichkeiten aufgeführt.
Auswahl seiner gedruckten Werke
- Miroslav Tyrš: stručný nástin života a působení jeho, Praha 1884 – „Miroslav Tyrš: Kurzer Abriss seines Lebens und seines Wirkens“
- Dějiny Sokolstva v prvém jeho pětadvacetiletí, Praha 1887 – „Geschichte des Sokol in den ersten fünfundzwanzig Jahren“
- O tělesných cvičeních starých Hellenův: VI. přednáška Sokola Podřipského v Luži (1889) – „Über die Leibesübungen alter Hellenen: VI. Vortrag des Sokol in Luže“
- Výprava sokolstva do Francie ku XV. sjezdu Unie gymnastů francouzských v Paříži dne 9. a 10. června 1889, Praha 1889 – „Sokolreise nach Frankreich zum XV. Kongress der Französischen Gymnastik-Union in Paris am 9. und 10. Juni 1889“
- Dějiny cvičení tělesných. Díl I., Tělesná cvičení ve starém věku, Praha 1891 – „Geschichte der Leibesübungen. Teil I, Leibesübungen im Altertum“
- Památce Mistra Jana Husa (1899) – „Zum Gedenken an Magister Jan Hus“
- Ve stopách Tyršových, Praha 1899 – „Auf den Spuren von Tyrš“
- Hlídka současných nálezů c. k. nejvyššího soudního dvoru v záležitostech civilních, Svazek I (1903), Svazek II (1907) – „Sammlung der aktuellen Entscheidungen des Obersten Gerichtes in Zivilsachen“, Bd. 1 (1903), Bd. 2 (1907)
- Návrh na rozšíření organisace sokolské v zemích slovanských, Praha 1908 – „Vorschlag zur Erweiterung der Sokol-Organisation in den slawischen Ländern“
- Sokolská výprava do Ameriky r. 1909 (1909) – Sokol-Reise nach Amerika im Jahr 1909
- Památce Jindřicha Fügnera a Miroslava Tyrše, Praha 1930 – „Zum Gedenken an Jindřich Fügner und Miroslav Tyrš“
- Dva bratři: Rytířská hra o pěti jednáních s proměnou, Praha 1932 – „Zwei Brüder: Ritterspiel in fünf Akten mit Verwandlung“